# Estación de Lyon-Part-Dieu
La estación de Lyon-Part-Dieu es la principal estación ferroviaria de Lyon y una de las siete que posee esta ciudad.  Su construcción se inició en 1978 de acuerdo con los planes urbanísticos que propiciaron la construcción de un segundo centro urbano de Lyon que comprende el centro comercial más grande de Francia, un importante centro administrativo y comercial.
Es una de las primeras estaciones de enlace de la SNCF a nivel nacional e internacional. Comunicada con numerosos trenes de alta velocidad, y  regionales, que permiten la comunicación directa con ciudades como París, Marsella, Saint-Étienne, Perpiñán, Niza, Ruan, Lille, Bruselas, Ginebra, Metz, Estrasburgo o Nantes.
En 2010, superaba los 50 millones de pasajeros.

## Historia
La estación fue abierta en 1983 en sustitución de la antigua estación de Lyon-Brotteaux de cara a facilitar la llegada de la alta velocidad a la ciudad.
Su funcionamiento ha sobrepasado rápidamente las expectativas iniciales: 35.000 personas/día en 1983 y 150.000 personas/día en 700 trenes en 2008. La estación fue reestructurada de 1995 a 2001 aumentando el número de andenes y  adecuando su aspecto exterior. En sus inmediaciones se ha desarrollado, hacia el eje norte-sur, el centro comercial, y hacia lo que fue, antiguamente, l’arrière de las vías de las estaciones de los Brotteaux-gare del Este, actualmente reemplazadas. Esta inmensa zona está en constante renovación desde 1970 uniendo Villeurbanne y Lyon tanto económica como urbanistícamente.

## Servicios ferroviarios

### Alta Velocidad

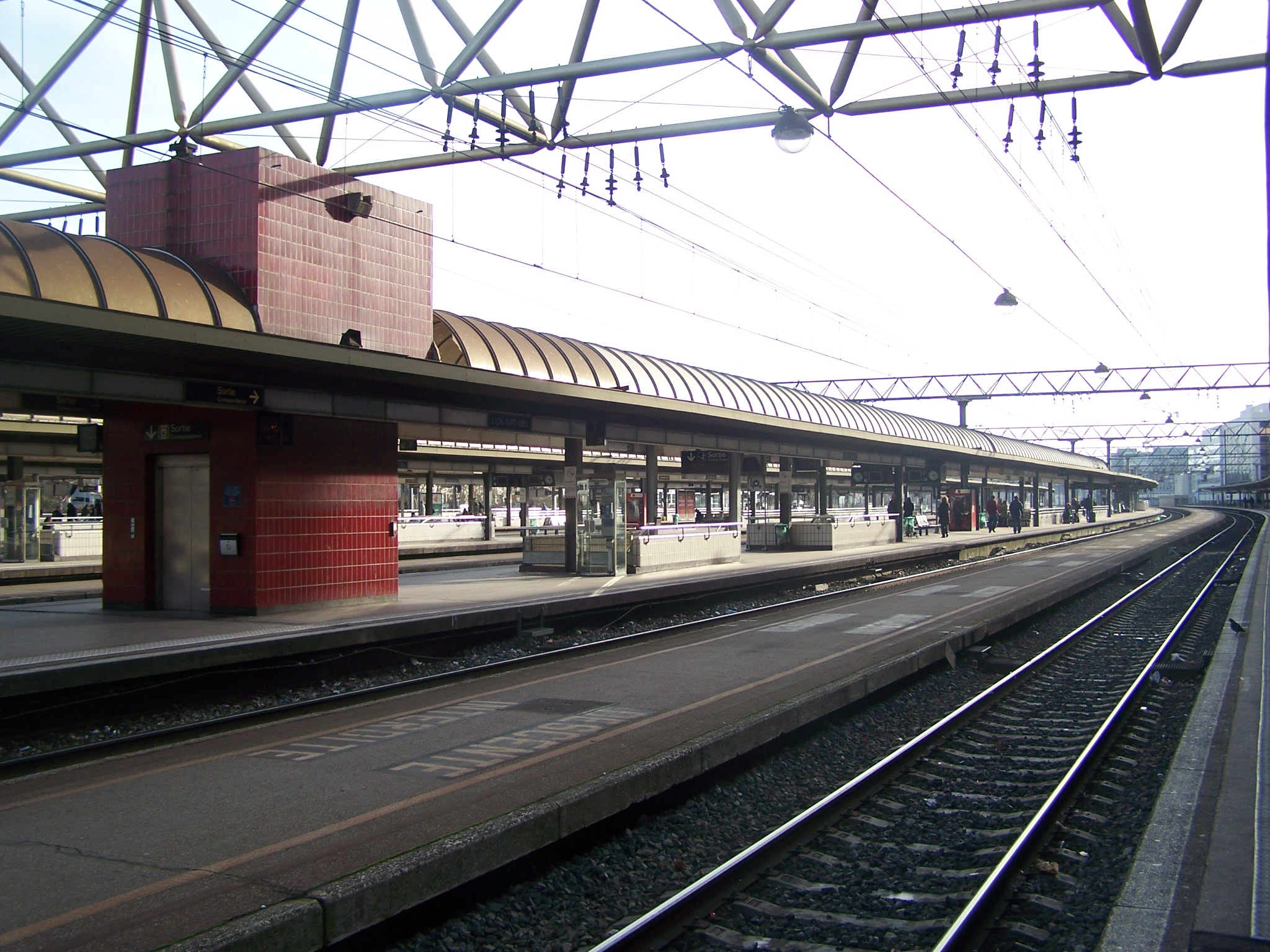
Vista de los andenes.

Dispone de un importante tráfico de alta velocidad que recorre los siguientes trazados:
- Línea Barcelona-Sants ↔ Lyon-Part-Dieu
- Línea París ↔ Lyon-Perrache.
- Línea París ↔ Saint-Étienne.
- Línea Poitiers ↔ Lyon-Perrache.
- Línea Lille ↔ Grenoble.
- Línea Nantes ↔ Grenoble.
- Línea Lille / Bruselas  ↔ Montpellier-Saint-Roch / Perpiñán / Toulouse.
- Línea Nantes ↔ Montpellier.
- Línea Ginebra ↔ Montpellier.
- Línea Dijon ↔ Estación de Burdeos-San Juan.
- Línea Le Havre ↔ Marsella.
- Línea Lille / Bruselas ↔ Marsella / Niza.
- Línea Rennes / Nantes ↔ Marsella.
- Línea Metz / Dijon ↔ Marsella / Niza.
- Línea Estrasburgo ↔ Marsella.
- Línea Ginebra ↔ Marsella
- Línea Metz ↔ Montpellier.
- Línea Dijon ↔ Toulouse. Estacional. Fines de semana y verano.
- Línea Melun ↔ Marsella. Estacional. Fines de semana y verano.
- Línea Metz ↔ Marsella. Estacional. Verano.
- Línea Estrasburgo ↔ Montpellier. Estacional. Verano.

### Media Distancia

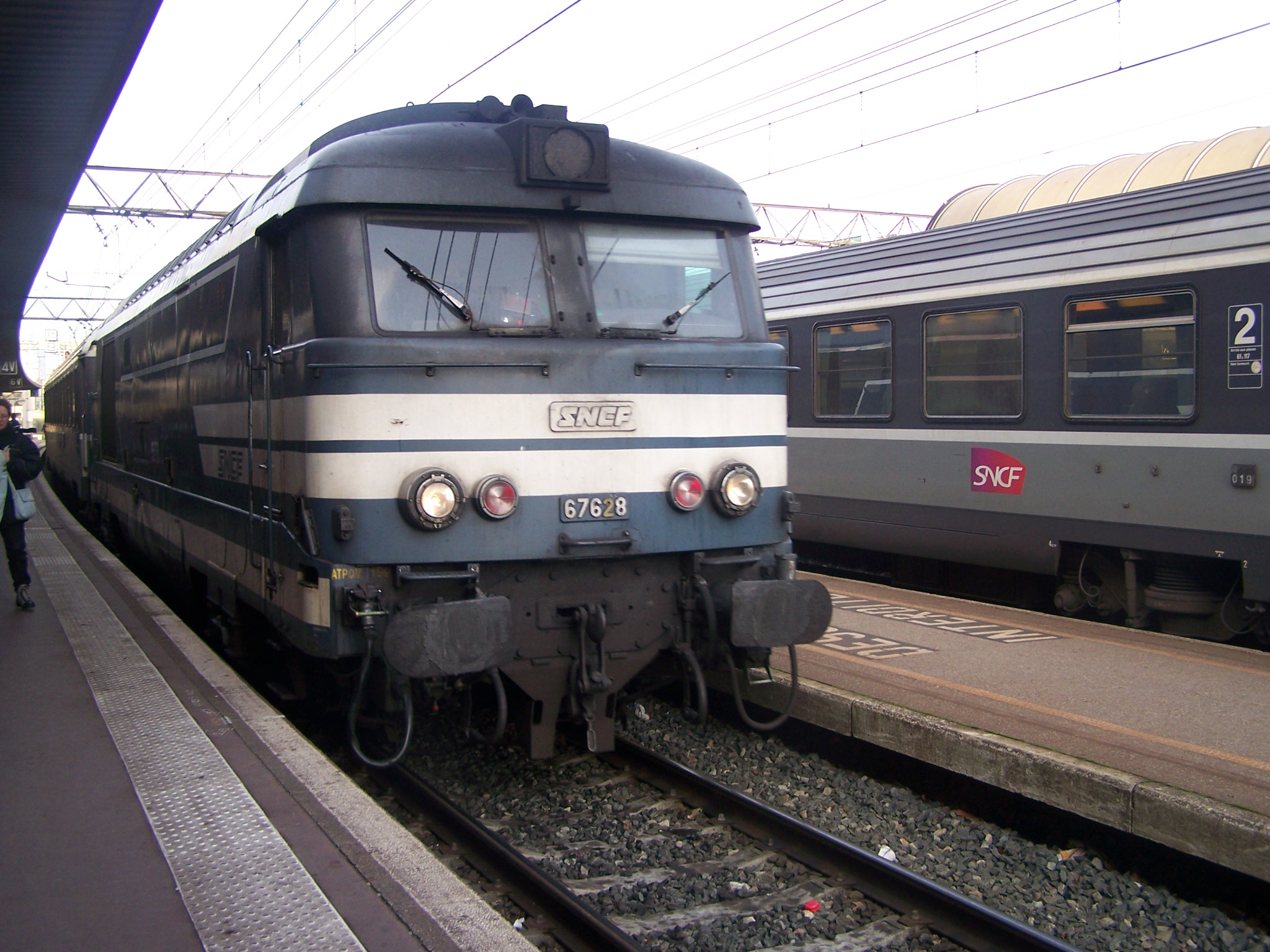
Una locomotora BB 67628 detenida en la estación.

- Línea Tours / Burdeos ↔ Lyon-Perrache.

### Regionales
La estación recibe también un intenso tráfico regional que se plasma en los siguientes recorridos:
- Línea Dijon / Mâcon ↔ Lyon-Part-Dieu.
- Línea Clermont-Ferrand ↔ Lyon-Perrache.
- Línea Roanne ↔ Lyon-Perrache.
- Línea Belfort/Besançon ↔ Lyon-Perrache.
- Línea Bourg-en-Bresse ↔ Lyon-Perrache.
- Línea Ginebra / Evian / Saint-Gervais ↔ Lyon-Perrache.
- Línea Amberieu ↔ Saint-Étienne / Lyon-Perrache.
- Línea Lyon-Part-Dieu ↔ Chambéry-Challes-les-Eaux / Modane / Bourg-Saint-Maurice.
- Línea Lyon-Part-Dieu ↔ Grenoble.
- Línea Lyon-Part-Dieu ↔ Valence / Aviñón / Marsella.

## Conexiones

### Metro
Combinación con la línea B del metro de Lyon.

### Tranvía
La línea T1 del tranvía en la que se está construyendo la futura estación del tranvía Express LESLYS que llevará hasta la estación de TGV del Aeropuerto de Lyon Saint-Exupéry, comunicando el centro de Lyon con la línea TGV Mediterráneo y circunvalando la ciudad.
Línea T3 (línea del este de la ciudad).
Línea T4

### Bus urbano
Combinación con numerosos autobuses urbanos  del lado Part-Dieu (oeste). Servicio de autobuses urbanos de las líneas departamentales por el lado Villete (este).
La reconversión de la antigua estación de Brotteaux, monumento histórico reconstruido y situado a unos cien metros más al norte,  la ha convertido en un centro urbano (comercios, restaurantes, despachos).